# Alfonso Manrique de Lara
Alfonso Manrique de Lara, španski škof, nadškof in kardinal, * ?, † 28. september 1538, Sevilla.

## Življenjepis
Leta 1499 je bil imenovan za škofa Badajoza, leta 1516 za škofa Córdobe in leta 1523 za nadškofa Seville.
22. februarja 1531 je bil povzdignjen v kardinala.